# Meteorometra monticola
Meteorometra monticola is een haarster uit de familie Antedonidae.
De wetenschappelijke naam van de soort werd in 1980 gepubliceerd door Ailsa McGown Clark.